# Dicranoweisia macrospora
Dicranoweisia macrospora là một loài rêu trong họ Dicranaceae. Loài này được Reimers Ochyra mô tả khoa học đầu tiên năm 1999.